# Кан, Оливер
О́ливер Рольф Кан (нем. Oliver Rolf Kahn; немецкое произношение: [ˈɔlɪvɐ ˈkaːn]; род. 15 июня 1969[…], Карлсруэ, Баден-Вюртемберг) — немецкий футболист, выступавший на позиции вратаря. С июля 2021 по май 2023 года — председатель правления футбольного клуба «Бавария».
В 1975 году Кан попал в молодёжную команду «Карлсруэ», спустя двенадцать лет дебютировал в первом составе этого клуба. В 1994 году перешёл в мюнхенскую «Баварию», где смог стать бессменным вратарём стартового состава вплоть до завершения игровой карьеры в 2008 году. Агрессивная манера общения принесла ему такие прозвища как «Титан» (нем. Der Titan) и «Вулкан» (англ. Vol-kahn-o) от прессы и фанатов. С 1994 по 2006 год выступал и в составе национальной сборной Германии. В 1996 году на победном для немцев чемпионате Европы ни разу не вышел на поле, однако после ухода из футбола основного голкипера сборной, Андреаса Кёпке, стал игроком стартового состава национальной команды. На ЧМ-2002 игра Кана в воротах позволила сборной Германии выйти в финал, в котором немцы проиграли бразильцам со счётом 0:2, а сам Кан допустил ошибку, позволив Роналдо практически без сопротивления забить мяч. Кан, однако, был признан лучшим игроком того турнира.
Выиграв восемь титулов Бундеслиги, шесть Кубков Германии, Кубок УЕФА, Лигу чемпионов и Межконтинентальный кубок, Кан является одним из самых успешных немецких игроков в новейшей истории. Считается одним из величайших вратарей всех времён. Индивидуальный вклад Кана в победы своей команды принёс ему три награды в номинациях «Лучший вратарь Европы по версии УЕФА» и «Лучший вратарь мира по версии МФФИИС», а также две награды «Футболисту года в Германии». На чемпионате мира 2002 года Кан стал единственным вратарём в истории турнира, выигравшим «Золотой мяч». Занял пятое место в списке лучших вратарей XXI века по версии МФФИИС.

## Биография
Оливер Кан родился в Карлсруэ. Отец Оливера Рольф родился в латвийском городе Лиепая в семье латвийки и балтийского немца. Его отец и старший брат Аксель были футболистами, у обоих профессиональная карьера началась в «Карлсруэ». Оливер, в свою очередь, с шести лет начал тренироваться в академии этого клуба. Изначально он был полевым игроком, однако впоследствии переместился на вратарскую позицию. Поворотным моментом в жизни юного Оливера стал подарок его дедушки — вратарская футболка Зеппа Майера, который в то время считался одним из лучших вратарей мира, после этого, по словам самого Кана, он никогда не играл вне футбольных ворот.

### Личная жизнь
В 1999 году Кан женился на девушке по имени Симона. В браке родилось двое детей: дочь Катарина-Мария и сын Давид. В 2003 году пара рассталась, однако официально развод оформлен не был. С 2003 по 2008 год Кан состоял в отношениях с Вереной Керт. В 2009 году он на некоторое время помирился с Симоной, но в том же году они официально развелись. 1 февраля 2011 года у Кана родился ещё один сын — Юлиан, но уже от другой женщины. 8 июля в Мюнхене пара поженилась.

## Клубная карьера

### «Карлсруэ»
В сезоне 1987/88 Кан впервые был привлечён в основной состав, став резервным голкипером команды. Первым выбором на позицию вратаря являлся Александр Фамулла, из-за чего Кан долгое время не получал шанса проявить себя в составе команды. В ноябре 1987 года Фамулла получил красную карточку и не смог участвовать в матчах, в связи с чем Оливер дебютировал в Бундеслиге, однако его первый матч против «Кёльна» закончился поражением со счётом 0:4. В следующей игре против «Вердера» Кан аналогично не смог оставить ворота без пропущенных мячей, матч был окончен поражением 0:2. После окончания дисквалификации Фамулла вновь вернулся в стартовый состав. Лишь с 1990 года главный тренер команды Винфрид Шефер стал привлекать Кана к играм в качестве основного голкипера команды. В последующие годы Оливер стал полноценным вратарём основы в «Карлсруэ». В команде Кан считался мотиватором, а также одним из ключевых игроков, сыграв весомую роль в выходе в полуфинал Кубка УЕФА 1993/94. Во время данного турнира немецкая команда одержала победу со счётом 7:0 над испанской «Валенсией» после поражения в первом матче со счётом 1:3.

### «Бавария»
Выступления Кана в составе «Карлсруэ» привлекли к нему внимание мюнхенской «Баварии». В итоге «баварцы» подписали Оливера Кана в качестве замены уходящему Раймонду Ауману в начале сезона 1994/95 за рекордную в то время сумму за вратаря в размере 4,6 миллиона немецких марок (2,385 миллиона евро). В своём первом сезоне в составе новой команды Кан дошёл до финала Кубка УЕФА 1995/96, где «Бавария» победила французский «Бордо». В сезоне 1996/97 Оливер выиграл свой первый титул чемпионата Германии и Кубок немецкой лиги, а также во второй раз в своей карьере назван вратарём года в Германии, впервые же это произошло в 1994 году.

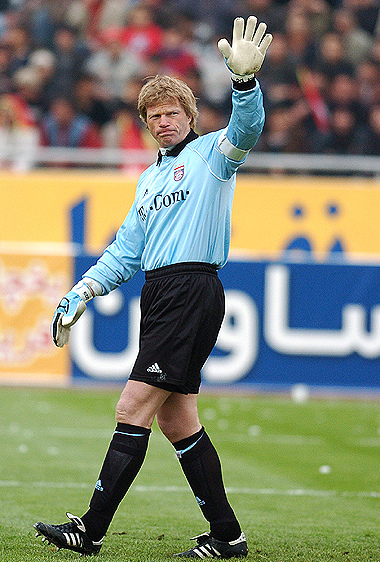
Оливер Кан во время матча в составе «Баварии»

В 1999 году «Бавария» вышла в финал Лиги чемпионов, где встретилась с английским «Манчестер Юнайтед» на «Камп Ноу». Несмотря на то, что игрок «баварцев» Марио Баслер забил гол уже на шестой минуте игры, два гола Тедди Шерингема и Уле Гуннара Сульшера на последних минутах матча привели к победе «Юнайтед». В том же году Кан был назван «лучшим вратарём мира по версии МФФИИС». 3 марта 2001 года Оливер Кан был удалён в матче против «Ганзы». В финале Лиги чемпионов в 2001 году против «Валенсии» Кан стал «игроком матча». Он сыграл важную роль в победе своей команды, отразив три удара в серии послематчевых пенальти после того, как команды не смогли выявить победителя в основное время матча. Помимо этого Кан получил от УЕФА награду за честную игру, после того как подошёл к разочарованному вратарю соперников Сантьяго Каньисаресу после серии пенальти и попытался его подбодрить. В том же году «Бавария» выиграла Межконтинентальный кубок, одержав победу над аргентинской командой «Бока Хуниорс».
По мнению самого Оливера, травмы, личные проблемы и отсутствие мотивации были причиной его резкого спада игры в сезоне 2002/03. Результатом этого стала и ошибка Кана в матче Лиги чемпионов 2003/04 против мадридского «Реала», когда результативным стал штрафной удар Роберто Карлоса, повлёкший за собой вылет немецкой команды из данного розыгрыша турнира. Английская газета Daily Mail раскритиковала вратаря за допущенную ошибку: «Однажды Кан уже совершал серьёзную ошибку в финале чемпионата мира 2002 года, позволив Роналдо забить гол, на этот же раз он пропустил мяч со штрафного удара от Роберто Карлоса. Это катастрофа для „Баварии“». В следующем сезоне Кан вместе с «Баварией» стал обладателем чемпионского титула Бундеслиги. Впоследствии Кан объявил о своём намерении выполнить ранее подписанный контракт и перед завершением карьеры сыграть в сезоне 2007/08. 2 сентября 2007 года в возрасте 38 лет немецкий вратарь сыграл свой 535-й матч в Бундеслиге, став абсолютным лидером по сыгранным матчам в рамках национального первенства среди вратарей. 29 марта 2008 года вышел на третье место по количеству сыгранных матчей в чемпионате Германии, приняв участие во встрече с «Нюрнбергом» (1:1). Вратарь сравнялся с бывшим футболистом «Шальке 04» Клаусом Фихтелем, в активе которого 552 игры. Больше матчей в Бундеслиге провели лишь Манфред Кальц (581) и Карл-Хайнц Кёрбель (602). Свой последний еврокубковый матч за «Баварию» Кан сыграл 1 мая 2008 года против «Зенита» (0:4) в полуфинале Кубка УЕФА. 17 мая состоялась его последняя игра в Бундеслиге, ставшая победной: «Бавария» одержала победу над «Гертой» со счётом 4:1. Это был его 557-й матч в немецком чемпионате. Последнее выступление Кана за «Баварию» произошло 27 мая 2008 года на стадионе «Солт-Лейк-Стадиум» в товарищеском матче против индийский команды «Мохун Баган» во время азиатского тура «баварцев» в 2008 году. Этот матч посетило около 120 тысяч человек, немецкая команда же выиграла его со счётом 3:0. Михаэль Рензинг заменил Кана на 55-й минуте матча.

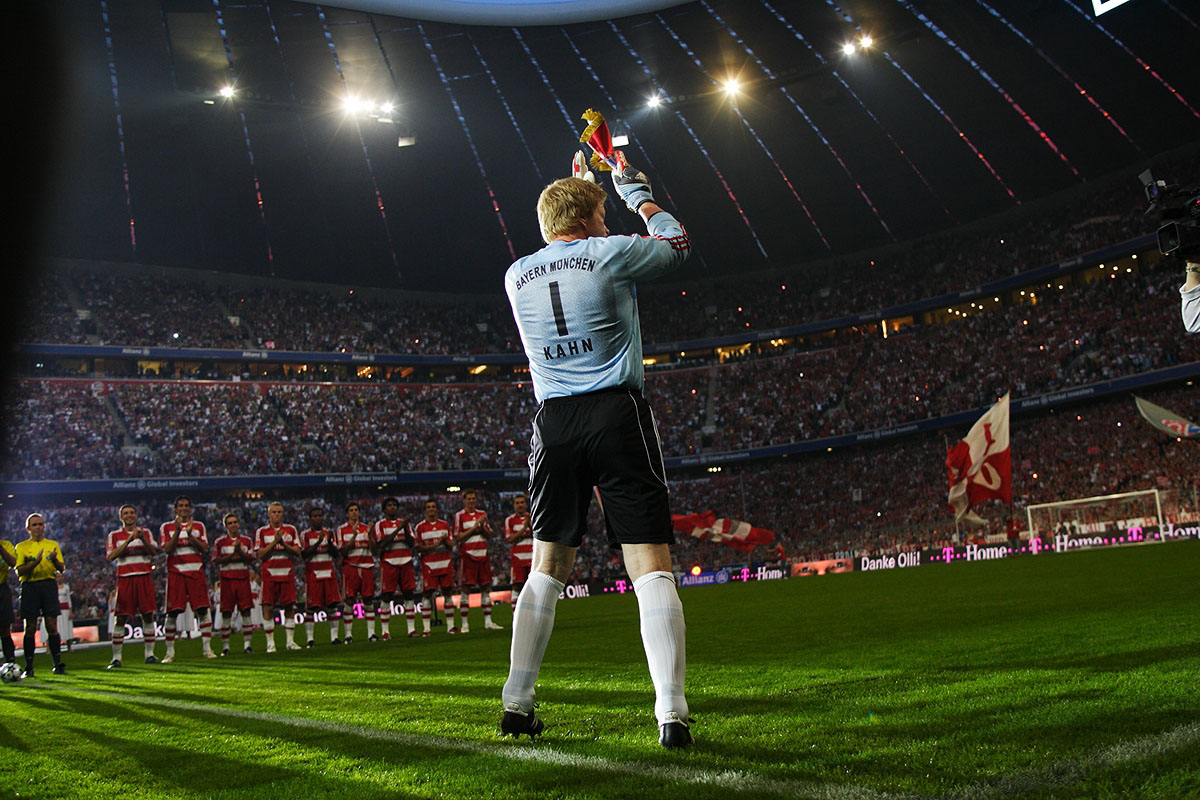
Оливер Кан в своём прощальном матче в сентябре 2008 года

2 сентября 2008 года на стадионе «Альянц Арена» состоялся прощальный матч, в нём Кан защищал ворота «Баварии», которой противостояла сборная Германии. По предварительной договорённости, на 75-й минуте его должен был сменить новый основной вратарь клуба Рензинг. На 33-й минуте Троховски вывел вперёд сборную Германии — это был последний пропущенный мяч в карьере Кана, а на 51-й минуте Клозе сравнял счёт. Через 75 минут после начала матча Маркус Мерк остановил матч, и вратарь после круга почёта покинул поле, а через три минуты встреча была досрочно завершена.

## Карьера в сборной
Первоначальный вызов в национальную сборную Германии Кан получил в рамках чемпионата мира 1994 года, однако на турнире дебют голкипера не состоялся. 23 июня 1995 года, спустя два месяца после восстановления от разрыва крестообразных связок, из-за которого Кан пропустил почти шесть месяцев, он дебютировал в матче за сборную Германии. Матч против сборной Швейцарии завершился положительно для немцев: они победили со счётом 2:1 Наряду с Оливером Реком Кан был запасным вратарём команды, выигравшей чемпионат Европы 1996 года в Англии. Чемпионат мира в 1998 году во Франции Оливер аналогично провёл на скамейке запасных, лишь когда Андреас Кёпке объявил о своём уходе из сборной в конце турнира, Кан стал основным вратарём в команде. Через два года после Евро-2000, на котором немцы выбыли уже на стадии группового этапа, Кан получил звание постоянного капитана команды, сменив на этом посту нападающего Оливера Бирхоффа.
В матче против сборной Англии в 2001 году Кан сыграл один из худших матчей в своей международной карьере. Германия в связи с победой в первом матче на «Уэмбли» (1:0) имела преимущество, однако потерпела поражение со счётом 5:1. Тем не менее, немецкая сборная смогла квалифицироваться на предстоящий чемпионат мира после победы в стыковых матчах против сборной Украины, а Кан остался первым номером своей команды. В 2001 году, помимо прочего, Оливер Кан во второй раз был назван «Лучшим вратарем мира по версии МФФИИС». Несмотря на относительно низкие ожидания от немецкой сборной на чемпионате мира 2002 года, команда вышла в финал турнира, а сам Кан пропустил только три гола по ходу соревнования, два из которых были в самом финале. Оливер пропустил первый гол в финале на 67-й минуте, неудачно отбросив отскочивший удар Ривалдо в ноги другого нападающего Роналдо. ФИФА по итогам турнира признала его лучшим вратарём турнира, а также назвала его лучшим игроком чемпионата мира. Кан стал первым голкипером в истории, которого признавали лучшим игроком мундиаля. Также он стал первым немецким вратарём, сыгравшим пять матчей без пропущенных голов на турнире. После финала выяснилось, что Кан играл часть второго тайма с повреждением: на 52-й минуте в борьбе с Жилберту Силва Оливер Кан взял мяч после удара головой, однако бразилец в борьбе ударил ногой вратаря по правой кисти. Кан сумел продолжить игру, но врачи после матча диагностировали у него надрыв связки и ушиб пальца, в связи чем Кану предстояло пропустить как минимум месяц. Хотя пресса утверждала, что травма отчасти способствовала ошибке Кана на 67-й минуте и первому голу Роналдо, вратарь отрицал факт, что его ошибка была хоть как-то связана с повреждением.
```
Недавно Оливера Кана спросили, есть ли хоть кто-нибудь, кто мог бы сказать ему, что делать. «Кто может?» — размышлял он. «Единственное, что меня привлекает — это то, что я могу сделать, чтобы добиться успеха». Другими словами, никто не может сказать вратарю мюнхенской «Баварии» Оливеру Кану, что делать. Он всегда был наедине со своей навязчивой идеей стать мастером своего дела.
```

На чемпионате Европы в 2004 году Кан остался основным вратарём в своей сборной, однако Германия вновь вылетела уже на стадии группового этапа. После турнира Оливер Кан передал звание капитана сборной Михаэлю Баллаку. Новый главный тренер немецкой сборной Юрген Клинсман, заменивший Руди Фёллера, стимулировал конкуренцию между Каном и голкипером лондонского «Арсенала» Йенсом Леманном. 7 апреля 2006 года, после двух лет борьбы между вратарями за место в составе, Клинсман объявил, что Леманн станет основным голкипером на чемпионате мира 2006 года. Кан решил остаться в качестве запасного голкипера и поехать на турнир. Несмотря на ожесточённую борьбу между двумя вратарями за место в стартовом составе сборной Германии, Кан открыто принял решение Клинсмана. В итоге Кан и Леманн публично пожали друг другу руки в четвертьфинальном матче против сборной Аргентины. На пресс-конференции после этой игры, Кан похвалил Леманна за два решающих сейва в серии пенальти. После проигрыша немцев итальянцам в полуфинале Кан в основном составе вышел на поле в матче за третье место, состоявшемся 8 июля 2006 года. Германия обыграла Португалию со счётом 3:1, тем самым заняв третье место на турнире. Этот матч стал последним для Оливера в сборной, символично, что именно в нём Кан вновь надел капитанскую повязку в связи с отсутствием травмированного Михаэля Баллака. После матча Оливер Кан объявил о своём уходе из сборной Германии. В сумме ему удалось провести 86 матчей за сборную Германии, 49 из них — в качестве капитана команды.

## Стиль игры
Признан одним из самых успешных вратарей всех времён. В дополнение к своей технике вратарской игры, ловкости, рефлексам, командованию партнёрами в своей области и грамотному вводу мяча в игру, Кан является примером высокой выносливости и самообладания, которые он проявлял, преодолевая стрессы и давление на протяжении всей своей карьеры. Известен своей эксцентричностью и харизмой.

## Карьера менеджера
1 января 2020 года Кан вернулся в «Баварию», став одним из членов правления клуба. Изначально предполагалось, что на протяжении двух лет бывший голкипер будет работать в тесном контакте с председателем правления мюнхенцев Карлом-Хайнцем Румменигге, чтобы как можно лучше познакомиться с работой руководителя клуба, а после — занять его место. Однако это произошло на полгода раньше — в новую должность Кан вступил 1 июля 2021 года, перед началом очередного сезона.

## Вне футбола

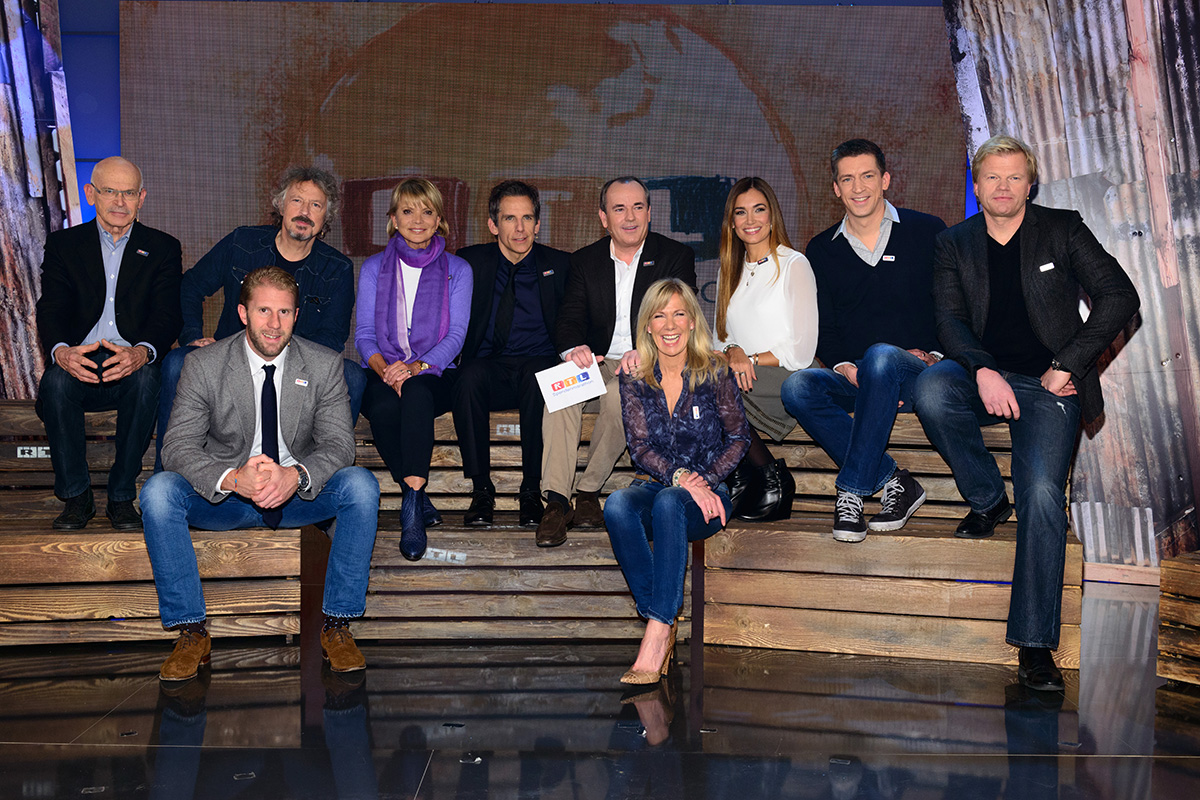
Кан (справа) на телевидении, 2014 год

Благодаря своим выступлениям на чемпионате мира 2002 года в Японии и Южной Корее Кан приобрёл популярность в Азии. Немецкий голкипер принял участие в нескольких рекламных роликах. В 2008 году восковая фигура Кана была выставлена в берлинском филиале музея мадам Тюссо. Немецкая музыкальная группа Die Prinzen записала песню о Кане под названием «Olli Kahn». После чемпионата Европы 2008 года Оливер Кан присоединился к телекомпании ZDF в качестве аналитика игр сборной Германии. В 2009 году стал членом жюри реалити-шоу центрального телевидения Китая, целью которого было найти лучшего китайского молодого вратаря. В 2011 году Кан начал переговоры с телеканалом Sat.1 о введении шоу такого же формата в немецкое телевидение под названием «Никогда не сдавайся — принцип Кана» (англ. Never give up – The Kahn Principle), в котором победителю предложат контракт с клубом Бундеслиги.
В 2015 году комапния Konami объявила, что Кан станет одной из легенд myClub в футбольном симуляторе Pro Evolution Soccer 2016. В 2016 году Оливер с несколькими партнёрами создал Goalplay — сайт, включающий в себя мобильное приложение с уроками по игре на вратарской позиции, а также магазин футбольной экипировки. Также Кан оказывает поддержку федерации футбола Саудовской Аравии в подготовке вратарей. Для этого была основана «Международная академия Оливера Кана».

## Достижения

### Командные
«Бавария»
- Чемпион Германии (8): 1996/97, 1998/99, 1999/00, 2000/01, 2002/03, 2004/05, 2005/06, 2007/08
- Обладатель Кубка Германии (6): 1997/98, 1999/00, 2002/03, 2004/05, 2005/06, 2007/08
- Обладатель Кубка немецкой лиги (6): 1997, 1998, 1999, 2000, 2004, 2007
- Обладатель Кубка УЕФА: 1995/96
- Победитель Лиги чемпионов УЕФА: 2000/01
- Обладатель Межконтинентального кубка: 2001
- Финалист Лиги чемпионов: 1998/1999

Сборная Германии
- Чемпион Европы: 1996
- Серебряный призёр чемпионата мира: 2002
- Бронзовый призёр Кубка конфедераций: 2005
- Бронзовый призёр чемпионата мира: 2006

### Личные
- Лучший вратарь Бундеслиги (7): 1993/94, 1996/97, 1997/98, 1998/99, 1999/00, 2000/01, 2001/02
- Лучший вратарь мира по версии МФФИИС (3): 1999, 2001, 2002
- Лучший вратарь Европы по версии УЕФА (4): 1999, 2000, 2001, 2002
- Клубные футбольные награды УЕФА (4): Лучший вратарь: 1998/99, 1999/00, 2000/01, 2001/02
- Входит в состав символической сборной Европы по версии ESM (2): 1999/00, 2000/01
- Футболист года в Германии (2): 2000, 2001
- Игрок матча в финале Лиги чемпионов УЕФА: 2000/01
- Приз УЕФА за честную игру: 2001
- Лучший игрок чемпионата мира: 2002
- Обладатель приза Льва Яшина (Лучший вратарь чемпионата мира): 2002
- Входит в состав символической сборной чемпионата мира по версии ФИФА: 2002
- Третий футболист Европы по версии France Football (2): 2001, 2002
- Второй футболист мира по версии ФИФА: 2002
- Входит в список ФИФА 100
- Golden Foot: 2017 (в номинации «Легенды футбола»)

## Статистика выступлений

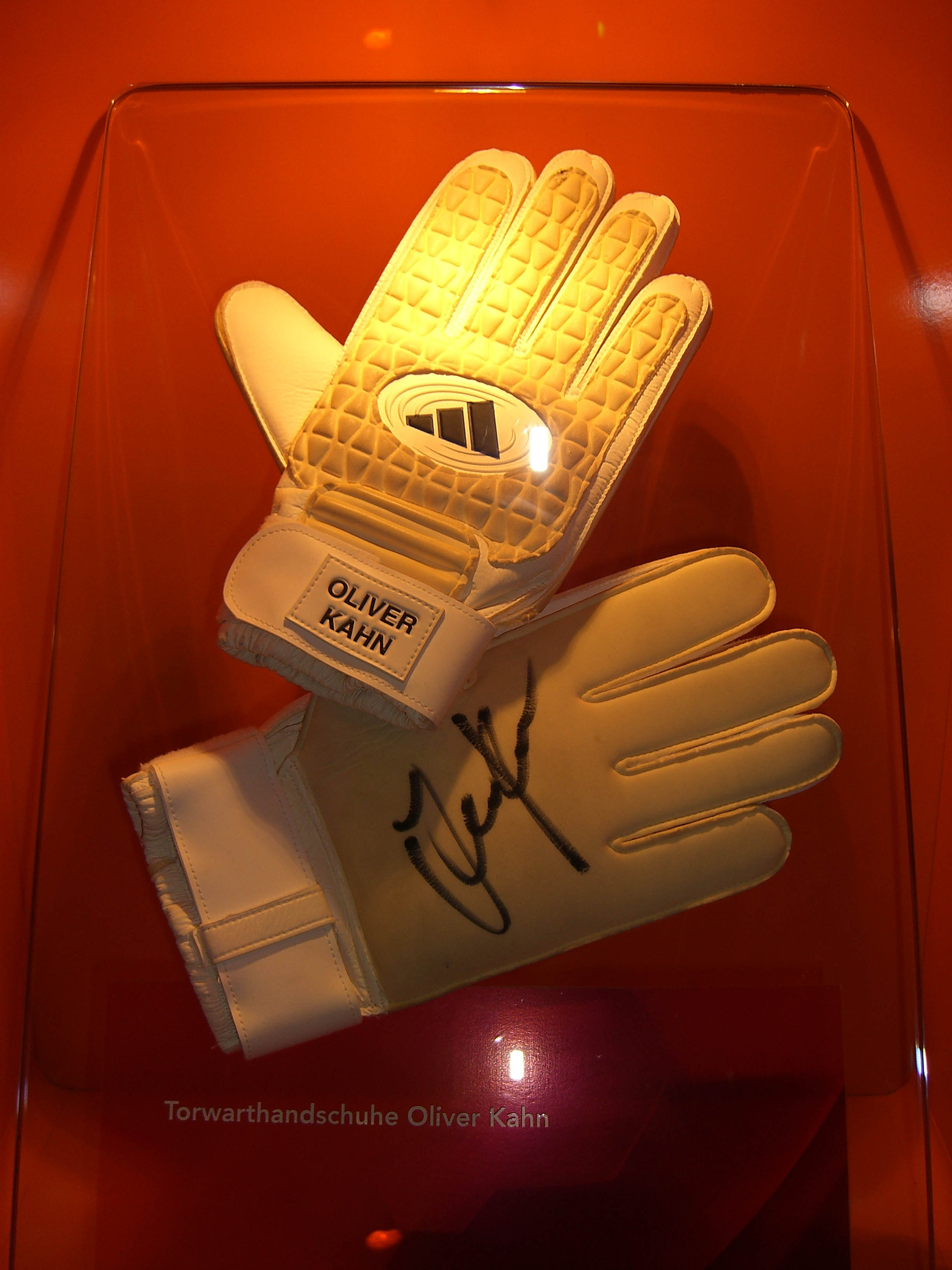
Вратарские перчатки Кана с его автографом

### Клубная статистика
| Клуб             | Сезон            | Лига | Лига | Кубки | Кубки | Еврокубки | Еврокубки | Прочее | Прочее | Итого | Итого |
| Клуб             | Сезон            | Игры | Голы | Игры  | Голы  | Игры      | Голы      | Игры   | Голы   | Игры  | Голы  |
| ---------------- | ---------------- | ---- | ---- | ----- | ----- | --------- | --------- | ------ | ------ | ----- | ----- |
| Карлсруэ         | 1987/88          | 2    | −6   | 0     | —     | —         | —         | —      | —      | 2     | −6    |
| Карлсруэ         | 1988/89          | 2    | −4   | 0     | —     | —         | —         | —      | —      | 2     | −4    |
| Карлсруэ         | 1989/90          | 0    | 0    | 0     | —     | —         | —         | —      | —      | 0     | 0     |
| Карлсруэ         | 1990/91          | 22   | −29  | 0     | —     | —         | —         | —      | —      | 22    | −29   |
| Карлсруэ         | 1991/92          | 37   | −47  | 2     | −1    | —         | —         | —      | —      | 39    | −48   |
| Карлсруэ         | 1992/93          | 34   | −54  | 5     | −3    | —         | —         | —      | —      | 39    | −57   |
| Карлсруэ         | 1993/94          | 31   | −37  | 3     | −2    | 10        | −7        | —      | —      | 44    | −51   |
| Карлсруэ         | Итого            | 128  | −177 | 10    | −6    | 10        | −7        | 0      | 0      | 148   | −194  |
| Бавария          | 1994/95          | 23   | −27  | 1     | −1    | 5         | −6        | 1      | −0     | 30    | −37   |
| Бавария          | 1995/96          | 32   | −42  | 2     | −3    | 12        | −10       | —      | —      | 46    | −55   |
| Бавария          | 1996/97          | 32   | −32  | 4     | −3    | 2         | −3        | —      | —      | 38    | −38   |
| Бавария          | 1997/98          | 34   | −37  | 8     | −6    | 8         | −7        | —      | —      | 50    | −50   |
| Бавария          | 1998/99          | 30   | −22  | 8     | −4    | 13        | −12       | —      | —      | 51    | −38   |
| Бавария          | 1999/00          | 27   | −21  | 5     | −3    | 13        | −14       | —      | —      | 45    | −38   |
| Бавария          | 2000/01          | 32   | −36  | 4     | −3    | 16        | −10       | —      | —      | 52    | −49   |
| Бавария          | 2001/02          | 32   | −20  | 5     | −5    | 12        | −10       | 2      | −3     | 51    | −38   |
| Бавария          | 2002/03          | 33   | −22  | 6     | −3    | 6         | −8        | —      | —      | 45    | −33   |
| Бавария          | 2003/04          | 33   | −39  | 5     | −6    | 8         | −7        | —      | —      | 46    | −52   |
| Бавария          | 2004/05          | 32   | −28  | 7     | −3    | 10        | −13       | —      | —      | 49    | −44   |
| Бавария          | 2005/06          | 31   | −26  | 6     | −2    | 7         | −8        | —      | —      | 44    | −36   |
| Бавария          | 2006/07          | 32   | −37  | 2     | −2    | 9         | −9        | —      | —      | 43    | −48   |
| Бавария          | 2007/08          | 26   | −18  | 7     | −5    | 9         | −13       | —      | —      | 42    | −36   |
| Бавария          | Итого            | 429  | −407 | 70    | −49   | 130       | −130      | 3      | −3     | 632   | −592  |
| Всего за карьеру | Всего за карьеру | 557  | −584 | 80    | −55   | 140       | −137      | 3      | −3     | 780   | −786  |

1. ↑  Кубок Германии, Кубок немецкой лиги.
2. ↑  Лига чемпионов УЕФА, Кубок УЕФА.
3. ↑  Один матч в Межконтинентальном кубке и один матч и три пропущенных гола в Суперкубке УЕФА.

- Kahn, Oliver (нем.). Kicker. Архивировано 19 июля 2010 года.
- Oliver Kahn (англ.). FIFA.com. Fédération Internationale de Football Association. Архивировано из оригинала 20 декабря 2011 года.

### Выступления за сборную
| Сборная  | Год   | Итого | Итого |
| Сборная  | Год   | Игры  | Голы  |
| -------- | ----- | ----- | ----- |
| Германия |       |       |       |
| 1995     | 2     | −2    |       |
| 1996     | 3     | −1    |       |
| 1997     | 3     | −3    |       |
| 1998     | 7     | −5    |       |
| 1999     | 6     | −1    |       |
| 2000     | 10    | −13   |       |
| 2001     | 10    | −15   |       |
| 2002     | 15    | −10   |       |
| 2003     | 9     | −10   |       |
| 2004     | 11    | −11   |       |
| 2005     | 7     | −6    |       |
| 2006     | 3     | −1    |       |
| Итого    | Итого | 86    | −78   |

Источник: National team appearances of Oliver Kahn (англ.). eu-football.info. Дата обращения: 12 июня 2020.